# ハン・スンヨン
ハン・スンヨン（한승연／韓昇延／Han Seung-Yeon、1988年7月24日 - ）は、韓国出身の女性歌手、女優。身長160cm。血液型はA型。KARAのメンバー。AERエンターテインメント所属。

## 来歴

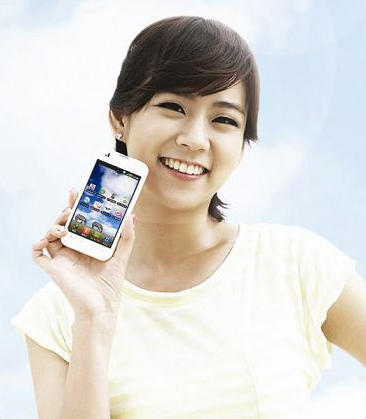
2011年 LG広告

2007年、KARAのメンバーとしてデビュー。（グループ活動についてはKARA#来歴へ。）
2009年、カン・ヘジョン、パク・ヒスン、スンリ（BIGBANG）主演の映画『우리집에 왜왔니（我家にどうして来たの）』のデジタル・シングルに、기적（奇蹟）（Miracle）という曲で スンヨンがソロで参加。同年9月27日に開催されたファンミーティングで初めてライブ披露された。
2013年、本格的な女優デビュー作となった『チャン・オクチョン-張禧嬪-』で時代劇に挑戦する。
2014年放送、SBS PLUSドラマ『女子漫画 靴』にてドラマ初主演を果たす。
2016年1月15日、DSPメディアとの専属契約が終了し、KARAも事実上解散となる。
1月16日、J,WIDEカンパニーと専属契約を締結。5月31日、オフィシャルファンクラブがオープンする。11月15日には公式ファンクラブの名称が「fanSY」に決定した。「fanSY」にはfan（ファン）+スンヨンのイニシャルSYを合わせた造語、求める、好むの意味のある英語（FANCY）と同音異義語、2つの意味が込められた。
同年、ドラマ『青春時代』で主人公の一人イェウンを演じ、翌年にはシーズン2も放送される。
2017年1月28日、ファーストソロミニアルバム『宇宙』をリリース。
2018年には『恋する十二夜 ～キミとボクの8年間～』に出演し、主演女優としての地位を確立する。
2020年4月14日、YGエンターテインメント傘下のYGXと専属契約を締結した。同年8月21日、契約満了に伴い日本のオフィシャルファンクラブ「fanSY」が解散した。
2025年1月にYGエンターテインメントが俳優事業から撤退した事により、同年4月16日、AERエンターテインメントと専属契約を締結した。

## 人物
- 出身：ソウル特別市永登浦区
- 学歴：Tenafly High School(中退)、慶煕大学校 演劇映画科[1]
- 趣味：旅、読書、映画・ドラマ鑑賞、電子製品収集、動物のことを調べること
- 特技：蚊の飛ぶ音のマネ、カラスの鳴き声のマネ
- 座右の銘：信じるようになせばなる
- 日本でデビューした時点では、メンバーの中で最も日本語が流暢に話せた。日本デビュー当初のトーク場面では、スンヨンの日本語を通訳が他のメンバーのために朝鮮語に訳していたことがある。
- "最強の童顔"とファンから言われており、自身も「KARAの最強の童顔スンヨンです。」「偽の末っ子担当」と自己紹介をしていた事もある。ニックネームは、日本のアニメに興味を持つギュリがつけた「ハム太郎」。
- 「笑っていない時の顔が怖いと言われ、よく睨んでいると誤解される」と韓国のTV番組「スターゴールデンベル」出演時に発言しており、コンプレックスである。そのため、意識的にいつも笑顔でいるよう心がけている。
- 27歳で結婚することが夢だったが、日本でのEXILEの番組で代官山の占い師に「結婚時期は遅い」と言われショックを受けた。現在、36歳だが結婚には至っていない。
- デビュー前、100本ほどの映画にエキストラとして出演しているが、1997年放映の『星に願いを』以外ほとんど記録に残っていない。日本のアニメが好きで（D.Gray-man、今日からマ王!、テニスの王子様などが好きとのこと）、字幕を見て覚えた片言の日本語ならば、日本デビュー前の時期から話すことができていた。また、中学2年生から高校1年生の途中までアメリカニュージャージー州に留学していたが、インタビューでは「多くの方々が思うように英語が完璧にうまいわけではない」と明らかにした[13]。
- アメリカ留学中に別の事務所からデビューの話があったため帰国したところその話は流れてしまったが、帰国後に通っていたダンススクールでイ・ヒョリのマネージャーの目にとまり、その勧めにより現所属事務所のオーディションを受け、デビュー前のKARAのメンバーとなった。
- 初期の段階でメンバーに決定したらしく、ギュリのオーディションをソンヒと共に見ていた。
- 「KARAの小さいオンニ（姉）」と呼ばれることがあり、日本のトーク番組などでは、年下メンバーの発言のフォローをしたり助け船を出したりするなど、リーダー・ギュリの役割を補完する役目を担うことが多い。「小さい姉」は「次姉」という意味の他にメンバーの中で一番背が小さいことからきている。
- デビュー当時全く売れず、さらにメンバーの脱退と崩壊の危機にあったKARAを存続させるために、どんな番組にも多く出演し[14]、グループの名前を売ろうとバラエティー番組で、全身泥まみれになる場面もあった。そのため、必死に努力してきた苦労人として知られる。初めて出演した地上波のある番組では全くの新人であったため、番組冒頭の挨拶と最後の挨拶だけで終わってしまうと思い、わざとかぼちゃの種を剥ぐ罰ゲームを受けた。そして番組内の大御所であるチョ・ヒョンギに勇気を出して「一緒にやりませんか」と声をかけると、他の出演者からは怪訝な目で出しゃばるなとの視線を送られ辛かったが、そのチョ・ヒョンギからは「君はKARAのスンヨンだろう、本当に怖い新人だね!」と優しく返答され、地上波のテロップに初めてKARAという文字が紹介されて感動したと、後年のバラエティ番組『強心臓』で涙ながらに回顧した。しかし、後にチョ・ヒョンギにお礼をいっても、「覚えていない。」と返事をされた。と、語っている。
- ケガなどが多く、MV撮影中に腕を骨折し、ギプスをしたまま翌日のテレビの音楽番組に出演したり、日本デビュー後には尾骶骨を骨折して1ヶ月ほどテレビ出演が出来なかったりした。この自身のケガをネタにしたパフォーマンスやトークを披露することが時々あり（LUPINのメロディーが流れている時よろけてみせたり、骨折で入院中の病院でのエピソードを披露するなど）、「転んでもただでは起きない」プロ根性を見せている。
- 愛くるしい顔であるが、冷静な性格である。韓国の生放送の音楽番組でLupinを歌唱中、転倒するが次の瞬間には立ち直り、何事もなかったかのように歌い続けた。
- 2012年7月7日 急な貧血で江南の病院に入院しシンガポールでのイベントには欠席する。
- トークバラエティでKARAのスンヨンがゲストとして出演し、番組で彼女は、「ある人が1年以上を悪口を書いた直筆手紙を送ってきて、悪質的に私を苦しめた。長い間、悪口と事実無根な噂に耐えるのが辛かった」「私が男とホテルで泊まったからバラエティ番組の出演ができたという話もあった。それに男子アイドルと楽しんでいるという噂もあった」とアンチファンから受けてきた悪行を打ちあけた。スンヨンは、震える声で涙を流しながら「家族がそんな噂を聞いて苦しむことが辛いし、すごく腹が立つ」と、これまで苦しんできた事情を伝えた。
- 車にも関心がある。初めて購入した車は、ミニクーパー。2015年2月時点でも韓国に20台しかない限定版ミニグッドウッドを所有している。[15]

## 作品

### ソロ楽曲
- 2009年4月2日：「기적（奇蹟）（Miracle）」 カン・ヘジジョン、パク・ヒスン、スンリ（BIGBANG）主演の映画『우리집에 왜왔니（我家にどうして来たの）』のデジタル・シングル。映画を初監督したファン・スアを祝う意味で作成されたシングルのため、映画のOSTには収録されていない。
- 2010年11月：「나만의 Super Star」 KBS ドラマ「メリは外泊中(매리는 외박중)」エンディング曲「メリは外泊中」オリジナル・サウンドトラック収録。
- 2012年3月21日： 愛のために、ペク・ドンスオリジナル・サウンドトラック収録。
- 2014年3月17日：「一人で愛しましょうか」　SBS PLUS ドラマ『女性漫画 靴』オリジナル・サウンドトラック収録。
- 2014年11月24日：「あの星まで聞こえるように」　MBC ドラマ『ギターとホットパンツ』オリジナル・サウンドトラック収録。
- 2014年9月24日：「Hello」（ギュリ・スンヨン） KBS ドラマ『アイアンマン』オリジナルサウンドトラック収録。

### アルバム
- 宇宙（2017年1月18日）
- 青空へ（2019年1月30日）

### フィーチャリング / コラボレーション
- 2015年4月2日：「그땐 알지 못했나봐 (あの時は知らなかったみたい)」 - ハン・スンヨンとNOELのイ・サンゴンのコラボレーション曲

## 出演

### ドラマ
- チャン・オクチョン-張禧嬪-（2013年4月8日 - 6月25日、SBS） - チェ・ムスリ→後宮・淑嬪崔氏役
- 女子漫画 靴（2014年2月25日 - 3月25日、SBS） - シン・ジフ役
- 私はチャン・ボリ!（2014年4月5日 - 10月12日、MBC） - イ・カウル役
- ギターとホットパンツ（2014年11月24日 -、MBC） - アンナ役
- 青春時代（2016年7月22日 - 8月22日、JTBC） - チョン・イェウン役
- 青春時代2（2017年8月25日 - 10月7日、JTBC） - チョン・イェウン役
- アバウトタイム～止めたい時間～（2018年5月21日 - 7月10日、tvN） - チョン・ソンヒ役
- 恋する十二夜～キミとボクの8年間～（2018年10月12日 - 12月26日、ChannelA） - ハン・ユギョン役
- 学校奇談（2020年9月12日 - 、TV朝鮮） - カン・ユイ役

### 映画
- フレーム・イン・ラブ（2016年） - ジソン 役

### バラエティ番組
- showバイバル（MBC 2007年5月26日 - 2007年11月3日）
- SelfCamera Season1 （M.net 2007年8月8日 - 2007年12月12日）
- ハン・スンヨンのMSL Break （MBC 2007年10月17日 - 2008年8月27日）
- 少年少女歌謡白書 （M.net 2008年6月30日 - 2009年5月18日）
- SelfCamera Season2 （M.net 2008年8月19日 - 2008年10月7日）
- 家族が必要で Season2 （MBC 2008年10月7日 - 2008年12月30日）
- TV芸能通信 （MBC 2008年11月21日 - 2009年1月25日）
- クイズ!六感対決 （SBS 2009年2月8日 - 2010年2月7日）
- 動物農場 （SBS 2011年7月31日 - 2013年12月29日）
- 疾走本能ザ・レーサー （SBS 2015年8月29日 - ）

### MC
- 『2012 DREAM CONCERT』 ソウルワールドカップ競技場 (2012年5月12日テギョン(2PM)、シワン(ZE:A)と共同MC)
- 『LOVE Concert in KOBE』 六甲アイランド (神戸市) (2012年10月20日ハラと共同MC)

### CM
- スニッカーズ（2011年 お菓子 ハラと共演）
- UNIONBAY（2012年 カジュアルブランド  ジヨンと共演）

### 外部ユニット
- 4Tomorrow
  - サムスングループの公共キャンペーンモデルとして、ガイン（Brown Eyed Girls）、ユイ(AFTERSCHOOL)、スンヨン（KARA）、ヒョナ（4minute）の4名により結成されたプロジェクトグループ。2009年10月7日にデジタル・シングル「두근두근 Tomorrow（ドキドキTomorrow）」をリリースした[16]。

## 書籍
- 写真集「19880724 おはつ、わたし」（2016年7月1日、ぴあ）[17]